# Акжайлау (Восточно-Казахстанская область)
Акжайлау (каз. Ақжайлау, до 199? г. — Успенка) — село в Куршимском районе Восточно-Казахстанской области Казахстана. Входит в состав Теректинского сельского округа. Код КАТО — 635235200.

## Население
В 1999 году население села составляло 477 человек (250 мужчин и 227 женщин). По данным переписи 2009 года, в селе проживали 363 человека (192 мужчины и 171 женщина).